# Presidente de Austria
El presidente de Austria (en alemán: Bundespräsident der Republik Österreich) es el jefe de Estado de la República de Austria.  Aunque teóricamente la Constitución le otorga un gran poder, en la práctica el presidente es en gran medida una figura decorativa ceremonial y simbólica.
La oficina del presidente se estableció en 1920 tras el colapso del Imperio Austro-Húngaro y la monarquía de los Habsburgo en 1918. Como jefe de Estado, el presidente sucedió al presidente de la Asamblea Constituyente, la legislatura provisional posmonárquica. Originalmente destinado a ser elegido directamente por el pueblo austriaco a través del sufragio universal cada seis años, el presidente fue designado por la Asamblea Federal hasta 1951, cuando Theodor Körner se convirtió en el primer presidente elegido por el pueblo.

## Elección
El presidente de Austria es elegido por voto popular por un mandato de seis años y está limitado a dos mandatos consecutivos. El voto está abierto a todas las personas con derecho a voto en las elecciones parlamentarias generales, lo que en la práctica significa que el sufragio es universal para todos los ciudadanos austriacos mayores de dieciséis años que no hayan sido condenados a una pena de cárcel de más de un año de prisión. (Aun así, recuperan el derecho al voto seis meses después de su liberación de prisión).
Hasta el 1 de octubre de 2011, con excepción de los miembros de cualquier casa dinástica gobernante o anteriormente gobernante (una medida de precaución contra la subversión monárquica, y dirigida principalmente a los miembros de la Casa de Habsburgo), cualquier persona con derecho a voto en las elecciones al Consejo Nacional que  tiene al menos 35 años de edad es elegible para el cargo de presidente. La excepción de las dinastías gobernantes o anteriormente gobernantes ha sido abolida mientras tanto dentro de la Wahlrechtsänderungsgesetz 2011 (Enmienda de la ley sobre el derecho al voto de 2011) debido a una iniciativa de Ulrich Habsburg-Lothringen.
El presidente es elegido bajo el sistema de dos vueltas. Esto significa que si ningún candidato obtiene la mayoría absoluta (es decir, más del 50 %) de los votos válidos emitidos en la primera vuelta, se realiza una segunda votación en la que solo pueden presentarse los dos candidatos que obtuvieron el mayor número de votos en la primera vuelta. Sin embargo, la constitución también establece que el grupo que nomine a uno de estos dos candidatos puede en su lugar nominar a un candidato alternativo en la segunda vuelta. Si solo hay un candidato en una elección presidencial, el electorado tiene la oportunidad de aceptar o rechazar al candidato en un referéndum.
Mientras esté en el cargo, el presidente no puede pertenecer a un cuerpo electo ni desempeñar ningún otro cargo.

## Poderes y deberes
Los poderes y responsabilidades presidenciales están establecidos principalmente por la Ley Constitucional Federal, los poderes adicionales pueden ser definidos por estatuto federal, interpretaciones judiciales y precedentes legales.
Entre estas facultades están:
- El nombramiento del canciller, vicecanciller y ministros que en conjunto forman el Gabinete, así como destituir a los mismos[6][7]

- La designación de los funcionarios del gobierno federal[8][9]

- La promulgación de la legislación[10][11]

- La disolución del Consejo Nacional a petición del Gabinete[12][13]

- La disolución de las dietas estatales a petición del Gabinete y con el consentimiento del Consejo Federal[14][15]

- El ejercer el gobierno por decretos de emergencia en tiempos de crisis[16][17]

- Ser el ejecutor de las decisiones del Tribunal Constitucional[18][19]

- El nombramiento de los jueces del Tribunal Constitucional, Tribunal Supremo y Tribunal Supremo Administrativo, con el respectivo consejo del Consejo Nacional, Consejo Federal o el Gabinete según sea el caso.[20][21][22]

- La negociación y firma de tratados con otros países; algunos tratados requieren la aprobación del Consejo Nacional.[23][24]

- Es el comandante en jefe de las Fuerzas Armadas del país.

- Creación y concesión de títulos honorarios y profesionales (entre ellos el: Promotio sub auspiciis Praesidentis rei publicae)

- Está facultado para anular causas penales, otorgar indultos y conmutaciones.

## Incumbencia

### Inmunidad
El presidente goza de total inmunidad soberana frente a cualquier tipo de enjuiciamiento oficial, incluidos los juicios civiles y penales. El presidente sólo puede ser procesado con el consentimiento explícito de la Asamblea Federal. Si una autoridad gubernamental tiene la intención de procesar al presidente, debe remitir una solicitud de extradición al Consejo Nacional. Si el Consejo Nacional lo aprueba, el canciller debe convocar a la Asamblea Federal, que luego decidirá sobre la solicitud de extradición.

### Remoción

#### Deposición popular
La forma ordinaria de destituir a un presidente en funciones sería a través de la deposición popular. Dado que el presidente es elegido por el pueblo, el pueblo también tiene el poder de remover al presidente nuevamente a través de un plebiscito.

#### Juicio político
El presidente puede ser acusado ante el Tribunal Constitucional por la Asamblea Federal por violar la ley constitucional. Este proceso se desencadena por una resolución del Consejo Nacional o del Consejo Federal. Tras la aprobación de tal resolución, el canciller debe convocar una sesión de la Asamblea Federal, que luego considera la destitución del presidente. Se necesita una mayoría calificada para acusar al presidente, lo que significa que se requiere la asistencia de al menos la mitad de los miembros del Consejo Nacional y del Consejo Federal , así como una votación exitosa de dos tercios.

### Sucesión
La Constitución de Austria no prevé el cargo de vicepresidente. Si el presidente queda temporalmente incapacitado (se somete a una cirugía, se enferma gravemente o visita un país extranjero (excluyendo los Estados miembros de la UE), los poderes y deberes presidenciales recaen en el canciller por un período de veinte días, aunque el canciller no se convierte en " presidente interino "durante ese tiempo.

### Residencia
La principal residencia y lugar de trabajo del presidente es el Ala Leopoldina en el Palacio Imperial de Hofburg, que se encuentra en el Innere Stadt de Viena. El ala Leopoldine a veces se denomina ambiguamente "Cancillería presidencial". En la práctica, el presidente en realidad no reside en el Hofburg pero conserva su hogar personal.

### Protección
El presidente está legalmente protegido por múltiples disposiciones especiales del derecho penal; de los cuales el más importante es el § 249 del Código Penal legal:

El que intentare deponer al Presidente por la fuerza o amenazas peligrosas o utilizando uno de estos medios para coaccionar o impedir el ejercicio de sus poderes, en todo o en parte, incurre en prisión de uno a diez años.

## Cancillería presidencial
El presidente encabeza la Cancillería Presidencial, un pequeño órgano del poder ejecutivo con el propósito de asistir al presidente en el ejercicio y cumplimiento de sus poderes y deberes. La Cancillería Presidencial no debe confundirse con la Cancillería Federal, una organización del poder ejecutivo sustancialmente más grande que reporta al canciller. La Cancillería Presidencial es el único órgano de gobierno que el presidente dirige sin estar limitado por el requisito de asesoramiento y refrendación.  El término "Cancillería Presidencial" a veces se usa indistintamente con "Ala Leopoldina", la sede del presidente y la Cancillería Presidencial.

## Lista de presidentes (1919-presente)
| Espectro político                                                                                                  |
| --- |
| Partido Socialdemócrata de los Trabajadores Partido Socialcristiano Frente Patriótico NSDAP SPÖ ÖVP Die Grünen FPÖ |

| República de Austria Alemana (1919)            |                   |                                                                              |                                               |                                              |                                             |                            |
|                                                |                   | Karl Seitz (1869-1950)                                                       | 5 de marzo de 1919                            | 21 de octubre de 1919                        | Partido Socialdemócrata de los Trabajadores | 1919                       |
| Primera República de Austria (1919-1934)       |                   |                                                                              |                                               |                                              |                                             |                            |
|                                                |                   | Karl Seitz (1869-1950)                                                       | 21 de octubre de 1919                         | 9 de diciembre de 1920                       | Partido Socialdemócrata de los Trabajadores | Elección por el Parlamento |
|                                                |                   | Michael Hainisch (1858-1940)                                                 | 9 de diciembre de 19209 de diciembre de 1924  | 9 de diciembre de 19249 de diciembre de 1928 | Independiente                               | Elección por el Parlamento |
|                                                |                   | Wilhelm Miklas (1872-1956)                                                   | 9 de diciembre de 192810 de diciembre de 1934 | 10 de diciembre de 193413 de marzo de 1938   | Partido Socialcristiano                     | Elección por el Parlamento |
|                                                | Frente Patriótico | Wilhelm Miklas (1872-1956)                                                   | 9 de diciembre de 192810 de diciembre de 1934 | 10 de diciembre de 193413 de marzo de 1938   |                                             | Elección por el Parlamento |
|                                                |                   | Arthur Seyß-Inquart (1892-1946) Presidente interino                          | 13 de marzo de 1938                           | 13 de marzo de 1938                          | NSDAP                                       | -                          |
| Anexión al Tercer Reich (1938-1945)            |                   |                                                                              |                                               |                                              |                                             |                            |
| Segunda República de Austria (1945-actualidad) |                   |                                                                              |                                               |                                              |                                             |                            |
|                                                |                   | Karl Renner (1870-1950)                                                      | 20 de diciembre de 1945                       | 31 de diciembre de 1950 †                    | SPÖ                                         | Elección por el Parlamento |
|                                                |                   | Leopold Figl (1902-1965) Presidente interino como canciller                  | 31 de diciembre de 1950                       | 21 de junio de 1951                          | ÖVP                                         | Elección por el Parlamento |
|                                                |                   | Theodor Körner (1873-1957)                                                   | 31 de diciembre de 1951                       | 4 de enero de 1957 †                         | SPÖ                                         | 1951                       |
|                                                |                   | Julius Raab (1891-1964) Presidente interino como canciller                   | 4 de enero de 1957                            | 22 de mayo de 1957                           | ÖVP                                         | -                          |
|                                                |                   | Adolf Schärf (1890-1965)                                                     | 22 de mayo de 195722 de mayo de 1963          | 22 de mayo de 196328 de febrero de 1965 †    | SPÖ                                         | 19571965                   |
|                                                |                   | Josef Klaus (1910-2001) Presidente interino como canciller                   | 28 de febrero de 1965                         | 9 de junio de 1965                           | ÖVP                                         | -                          |
|                                                |                   | Franz Jonas (1899-1974)                                                      | 9 de junio de 19659 de junio de 1971          | 9 de junio de 197124 de abril de 1974 †      | SPÖ                                         | 19651971                   |
|                                                |                   | Bruno Kreisky (1911-1990) Presidente interino como canciller                 | 24 de abril de 1974                           | 8 de julio de 1974                           | SPÖ                                         | -                          |
|                                                |                   | Rudolf Kirchschläger (1915-2000)                                             | 8 de julio de 19748 de julio de 1980          | 8 de julio de 19808 de julio de 1986         | Independiente                               | 19741980                   |
|                                                |                   | Kurt Waldheim (1918-2007)                                                    | 8 de julio de 1986                            | 8 de julio de 1992                           | ÖVP                                         | 1986                       |
|                                                |                   | Thomas Klestil (1932-2004)                                                   | 8 de julio de 19928 de julio de 1998          | 8 de julio de 19986 de julio de 2004         | ÖVP                                         | 19921998                   |
|                                                |                   | Andreas Khol (1941-) Presidente del Consejo Nacional interino                | 6 de julio de 2004                            | 8 de julio de 2004                           | ÖVP                                         | -                          |
|                                                |                   | Barbara Prammer (1954-2014) Segunda Presidenta del Consejo Nacional interino | 6 de julio de 2004                            | 8 de julio de 2004                           | SPÖ                                         | -                          |
|                                                |                   | Thomas Prinzhorn (1943-) Tercer Presidente del Consejo Nacional interino     | 6 de julio de 2004                            | 8 de julio de 2004                           | FPÖ                                         | -                          |
|                                                |                   | Heinz Fischer (1938-)                                                        | 8 de julio de 20048 de julio de 2010          | 8 de julio de 20108 de julio de 2016         | SPÖ                                         | 20042010                   |
|                                                |                   | Doris Bures (1962-) Presidenta del Consejo Nacional interino                 | 8 de julio de 2016                            | 26 de enero de 2017                          | SPÖ                                         | -                          |
|                                                |                   | Karlheinz Kopf (1957-) Segundo Presidente del Consejo Nacional interino      | 8 de julio de 2016                            | 26 de enero de 2017                          | ÖVP                                         | -                          |
|                                                |                   | Norbert Hofer (1971-) Tercer Presidente del Consejo Nacional interino        | 8 de julio de 2016                            | 26 de enero de 2017                          | FPÖ                                         | -                          |
|                                                |                   | Alexander Van der Bellen (1944-)                                             | 26 de enero de 2017                           | Presente                                     | Die Grünen                                  | 20162022                   |